# Don’t Walk Away
Don’t Walk Away (englisch für „geh’ nicht weg“) ist ein Song des US-amerikanischen Sängers Michael Jackson. Er erschien am 29. Oktober 2001 auf Jacksons zehntem Studioalbum Invincible.

## Inhalt
In Don’t Walk Away geht es um Trennungsschmerz. Das lyrische Ich möchte auf keinen Fall eine bestimmte Person verlieren und bittet diese wiederholt nicht zu gehen und fragt sie, was es noch tun kann, damit die Person bei ihm bleibt.

## Kritiken
Laut The Stuart News gehöre Don‘t Walk Away gemeinsam mit The Lost Children und Cry zu den Songs auf der zweiten Albumhälfte, die voller saftiger Aushänge-Plattitüden seien und jedes Momentum, welches das Album aufgebaut habe, zerstören würden.

## Besetzung
- Komposition – Michael Jackson, Teddy Riley, Richard Carlton Stites, Reed Vertelney
- Produktion – Michael Jackson, Teddy Riley
- Lead- und Background Vocals – Michael Jackson
- Weitere Background Vocals – Richard Stites
- Aufnahme & Digitale Bearbeitung – Teddy Riley, George Mayers
- Mix – Teddy Riley, George Mayers, Bruce Swedien[2][3]